# Galium similii
Galium similii är en måreväxtart som beskrevs av Nikolai Vasilievich Pavlov. Galium similii ingår i släktet måror, och familjen måreväxter. Inga underarter finns listade i Catalogue of Life.